# De noche en la ciudad
De noche en la ciudad es el primer álbum solista del cantautor y productor musical mexicano de pop, pop rock y balada romántica Aleks Syntek, lanzado en 2001 por el sello Virgin Records, tres años después de la separación de su banda Aleks Syntek y la Gente Normal debido a las bajas ventas de sus últimos discos.
En la portada del disco se puede apreciar un dibujo de Aleks Syntek sosteniendo una copa de vino.
Los sencillos y videoclips del álbum fueron «De noche en la ciudad», «Por volverte a ver» y «Bendito tu corazón».
| N.º | Título                       | Duración |  |
| 1.  | «Clonación»                  | 3:14     |  |
| 2.  | «De noche en la ciudad»      | 3:27     |  |
| 3.  | «Por volverte a ver»         | 2:59     |  |
| 4.  | «Tuve ángeles»               | 4:18     |  |
| 5.  | «Para ti»                    | 3:16     |  |
| 6.  | «Lléname de amor»            | 3:42     |  |
| 7.  | «Sólo por ti»                | 3:20     |  |
| 8.  | «Nuestro jardín» (Encantado) | 2:19     |  |
| 9.  | «Sólo buscamos»              | 3:54     |  |
| 10. | «Más que decir»              | 3:26     |  |
| 11. | «Karma mortal»               | 3:49     |  |
| 12. | «La fiesta»                  | 3:01     |  |
| 13. | «Bendito tu corazón»         | 3:25     |  |